# Murazzano (Käse)

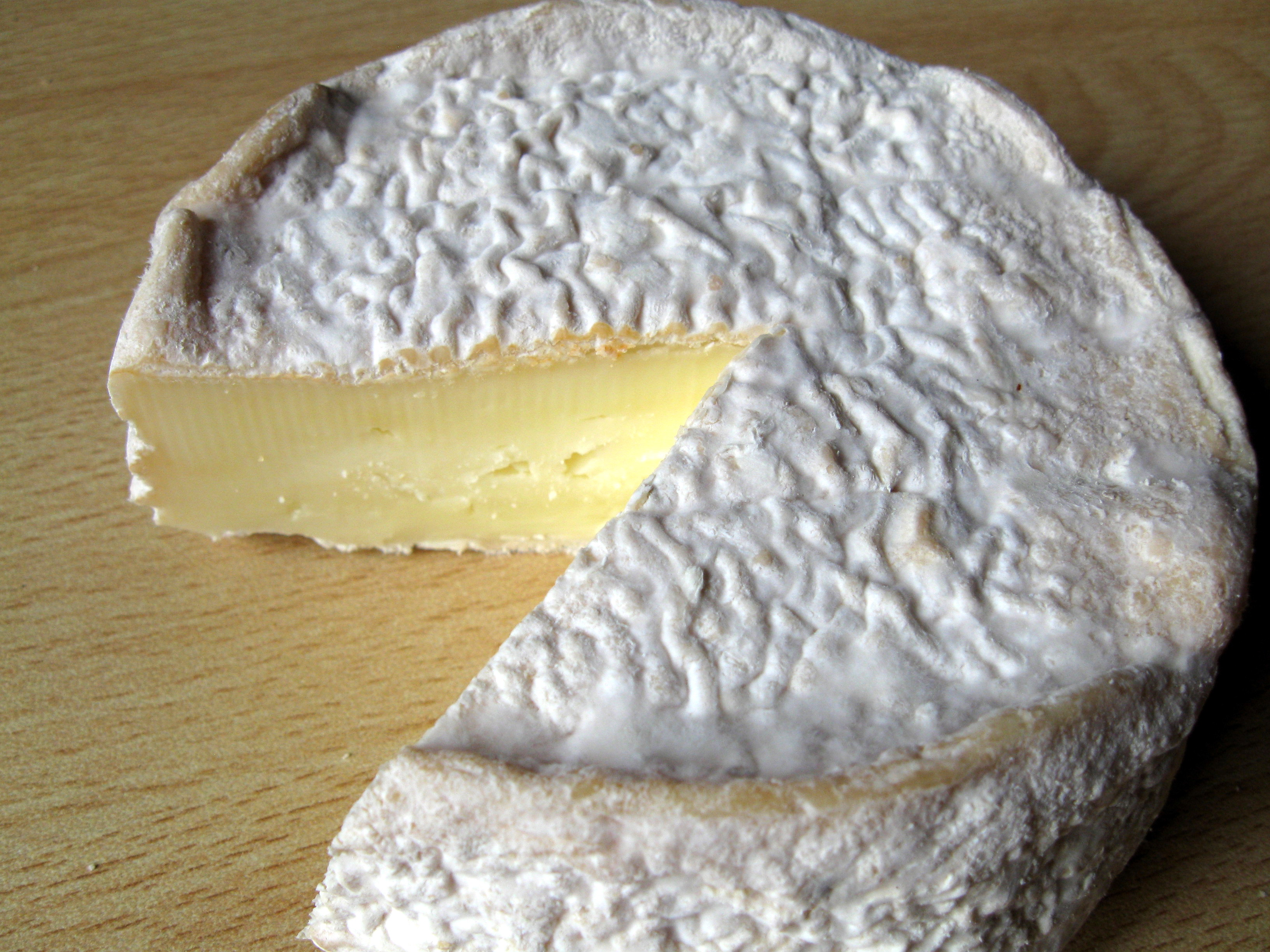
Murazzano, angeschnitten

Murazzano ist ein italienischer Käse mit geschützter Ursprungsbezeichnung. Er kann aus reiner Schafmilch oder aus Schafmilch unter Zugabe von Kuhmilch hergestellt werden.

## Herkunft
Murazzano wird im Verwaltungsgebiet von 50 Gemeinden der Provinz Cuneo in der Region Piemont hergestellt. Das Gebiet liegt in der hügeligen Alta Langa und wird im Norden durch die Bassa Langa, im Süden durch die Ligurischen Apenninen, im Osten durch das Gebiet Monferrato und im Westen durch das Flachland der Provinz Cuneo begrenzt.
Soweit wie möglich werden die Milchviehherden auf Weiden gehalten. Die Weiden und die Wiesen zur Heuproduktion liegen auf mittelhohen oder hohen Hügeln. Dabei nimmt der Umfang sowohl der genutzten als auch der zur Verfügung stehenden Flächen ab. Ursachen sind in geringem Umfang eine steigende Präsenz von Wölfen, die zur Aufgabe marginaler Weideflächen führt, und eine mäßige Zunahme des Weinbaus. Entscheidend für den Flächenverlust ist die intensive Anlage von Haselnussplantagen durch den im piemontesischen Alba ansässigen Süßwarenherstellers Ferrero.
Weidehaltung findet statt solange es die jahreszeitlichen Bedingungen erlauben. Die jährliche Futterration der Tiere besteht aus Grünfutter oder konserviertem Futter, das mindestens 70 % der Trockenmasse ausmacht. Darüber hinaus werden Ergänzungsfuttermitteln oder Kraftfutter gegeben. Vitamin- und Mineralstoffbeifütterung ist bis zu den gesetzlich zulässigen Grenzwerten erlaubt. Futtermittel, die außerhalb des abgegrenzten geografischen Gebiets produziert wurden, dürfen nicht mehr als 50 % der Trockenmasse pro Jahr ausmachen.
Die Tierhaltung, die Erzeugung und Verarbeitung der Milch sowie die Reifung des Käses müssen im abgegrenzten geografischen Gebiet erfolgen.

## Herstellung
Murazzano wird aus Milch von Schafen der Rasse Delle Langhe hergestellt. Sie kann mit Kuhmilch gemischt werden, wobei der Schafmilchanteil mindestens 60 % betragen muss. Die Milch stammt aus mindestens zwei Melkungen. Sie kann erhitzt und mit Milchenzymen und/oder natürlichen Starterkulturen geimpft werden. Die Dicklegung erfolgt mit flüssigem Kälberlab.
Die Reifung dauert mindestens  vier und maximal 90 Tage. Für eine längere Reifung von bis zu 15 Monaten muss der Käse nach 20 Tagen in die traditionelle Burnie, ein hermetisch verschließbares Glasgefäß, gelegt werden.

## Eigenschaften
Der Laib ist zylindrisch mit flacher Ober- und Unterseite und einem leicht erhöhten Rand. Der Durchmesser beträgt ca. 10–15 cm bei einer Kantenhöhe von ca. 3–4 cm. Die Laibe wiegen 250 bis 400 g nach Ende der Mindestreifezeit.
Der Teig ist weich, leicht fest, mit wenigen Löchern und feinkörnig. Mit fortschreitender Reife verändert sich die Farbe von milchweiß nach strohgelb, durch den allmählichen Feuchtigkeitsverlust ändert sich die Textur von weich in zunehmend fest und wird schließlich halbhart oder hart.
Als Frischkäse hat Murazzano keine Rinde, mitunter entsteht eine feine, strohgelbe Haut die mit fortschreitender noch nachdunkelt.
Der Geschmack ist fein, zart duftend und erinnert an Schafsmilch. Mit zunehmender Reife intensivieren sich Geruch und Geschmack.
Der Fettgehalt in der Trockenmasse muss bei reinem Schafkäse mindestens 50 % mit einer Toleranz von 2 % betragen.  Für Käse, der unter Zugabe von Kuhmilch hergestellt wurde, beträgt der Fettgehalt in der Trockenmasse mindestens 47 % bei einer Toleranz von ebenfalls 2 %.

## Kennzeichnung und Handel
Der Käse kann ganz oder in Portionen verkauft und vorverpackt werden.
Das Logo des Murazzano ist ein stilisiertes blaues oder schwarzes „M“ auf einer der flachen Seiten eines Käselaibs aus dem ein Keil zum Verkosten herausgeschnitten wurde. Es befindet sich auf dem Verpackungsetikett, welches erst nach der Mindestreifezeit angebracht werden darf.
Der im traditionellen Burnie gereifte Käse wird mit einem speziellen Etikett an der Außenseite des Glases oder innen am Käse gekennzeichnet. Die Angabe „Con latte di pecora delle Langhe“ („Mit Milch von Delle-Langhe-Schafen“) auf der Verpackung oder auf einem  Etikett ist zulässig. Wurde der Käse ausschließlich aus Schafsmilch hergestellt ist auf der Verpackung oder auf einem Etikett die Angabe „Solo latte di pecora delle Langhe“ („Nur aus Milch von Delle-Langhe-Schafen“) erlaubt.